# Manfred Popp

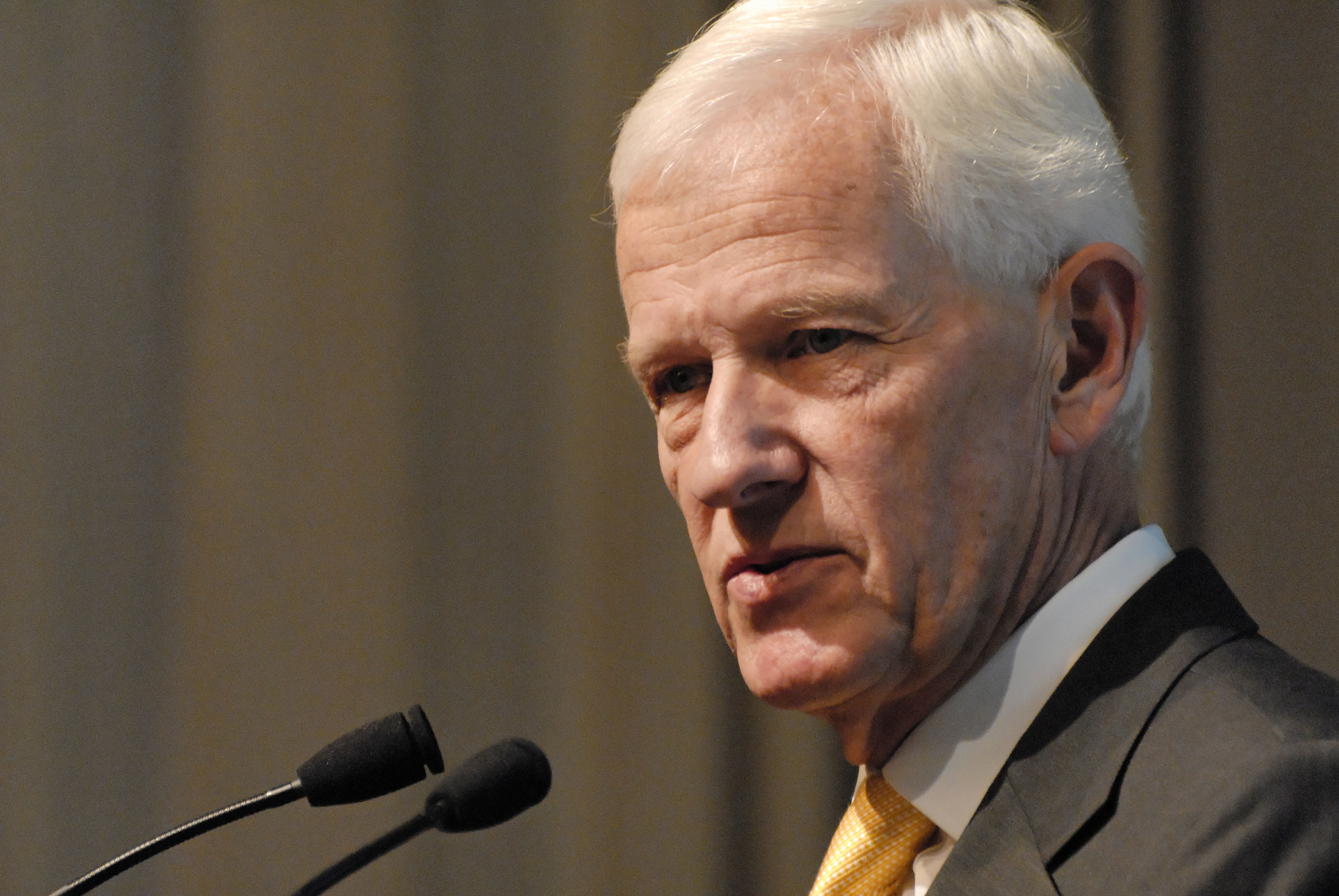
Manfred Popp

Manfred Popp (* 5. September 1941 in München) ist ein deutscher Physiker. Er ist Staatssekretär a. D., war Vorstandsvorsitzender des Forschungszentrums Karlsruhe und ist jetzt als Berater und Publizist tätig. Seit mehreren Jahren beschäftigt er sich mit der Geschichte des deutschen „Uranprojekts“ im Zweiten Weltkrieg.

## Leben
Popp studierte Kernphysik an der Universität Bonn, an der er 1970 promoviert wurde. Nach zwei Jahren als Gastwissenschaftler am Weizmann-Institut für Wissenschaften in Rehovot/Israel trat er in das Bundesministerium für Forschung und Technologie ein; dort leitet er 1976–1987 die Unterabteilung Energieforschung, das größte Forschungsprogramm des Ministeriums mit einem Fördervolumen von bis zu 3 Milliarden DM pro Jahr. Popp führte die Förderung der Kerntechnik fort (Hochtemperaturreaktor, Schneller Brutreaktor, Kernbrennstoffkreislauf, Reaktorsicherheit, Kernfusion und Kernforschungszentren) und begann die Förderung erneuerbarer Energien, der rationellen Energieverwendung und der Erzeugung flüssiger und gasförmiger Brennstoffe aus Kohle und modernisierte die Bergbautechnik. Er war Mitglied und Vorsitzender von Aufsichtsräten der Großforschungszentren in Jülich, Karlsruhe und München, der Gesellschaft für Reaktorsicherheit und der Bundesgesellschaft für Endlagerung, sowie Mitglied von Gremien der EU, Euratom, IAEO, OECD, NEA und IEA und förderte Kooperationen mit vielen Länder, vor allem Israel und Japan. Popp war Co-Chaiman der International Nuclear Fuel Cycle Evaluation (INFCE) (1978–1980), die den Zusammenhang zwischen ziviler und Militärischer Kerntechnik untersuchte. Im Jahr 1985 wirkte er auch an bilateralen Gesprächen mit dem Amt für Atomsicherheit der DDR über Reaktorsicherheit und radioaktive Abfälle mit.
1987 wurde Popp zum Staatssekretär des Hessischen Ministeriums für Umwelt und Reaktorsicherheit in Wiesbaden ernannt, wo er sich vorrangig der Modernisierung der Umweltverwaltung, der Förderung einer modernen Abfallwirtschaft und der Durchführung der zuvor schleppenden Genehmigungsverfahren für die Hanauer Nuklearbetriebe widmete. Er konnte nachweisen, dass die Pläne zur Nutzung der Grube Messel als Mülldeponie nicht mehr modernen Anforderungen entsprachen und stoppte deshalb die aussichtsreiche Berufung im Rechtsstreit um den Planfeststellungsbeschluss. Das ermöglichte den Erhalt der Grube als  Fossilienfundstelle und ihre spätere Anerkennung als UNESCO-Welterbe.
Von 1991 bis 2006 war Popp Vorstandsvorsitzender des Forschungszentrums Karlsruhe, das sich unter seiner Leitung vom ehemaligen Kernforschungszentrum zu einer Forschungseinrichtung auf den Gebieten der Energieforschung, der Nano- und Mikrotechnologien und der Astroteilchenphysik wandelte. Unter seiner Leitung entstanden bedeutende Großprojekte, wie das Neutrinoexperiment KATRIN, das internationale Höhenstrahlungs-Observatorium AUGER, die für industrielle Nutzung ausgelegte Synchrotronstrahlungsquelle ANKA, die Versuchsanlage für synthetische Brennstoffe BioLiq, und die Entwicklung eines klimaschonend herstellbaren Betons (Celitement). Sein gemeinsam mit der Universität Karlsruhe entwickeltes Konzept des Zusammenschlusses von Forschungszentrum und Universität zum Karlsruher Institut für Technologie (KIT) führte 2006 in der ersten Runde des Exzellenzinitiative der deutschen Universitäten zum Erfolg.
Er wirkte an der Gründung der Hermann von Helmholtz.Gemeinschaft deutscher Forschungszentren mit und war zeitweise deren Koordinator für die Umweltforschung und für Schlüsseltechnologien. Von 1995 bis 2005 war er Mitglied des Direktoriums der Zeitschrift GAIA. 1997 wurde er zum Honorarprofessor an der Technischen Universität Darmstadt ernannt. Popp war von 2000 bis 2018 Vorsitzender und Mitglied des Vorstands der Karl Heinz Beckurts-Stiftung, München. Von 2000 bis 2010 war er Vorsitzender Hochschulrates der Hochschule für Musik Karlsruhe und ist seit 2016 Mitglied des Hochschulrats der Hochschule für Musik und Darstellende Kunst Mannheim. von 2001 bis 2023 war er Vorsitzender des Kuratoriums des Zentrums für Kunst und Medien (ZKM) Karlsruhe, und von 2005 bis 2024 Vorsitzender der Fördergemeinschaft Kunst. Von 2006 bis 2019 war er Vorsitzender des Freundeskreises des Forschungszentrums Karlsruhe und ist seitdem Mitglied des Vorstands des KIT-Freundeskreis und Fördergesellschaft e. V.
2013 erschien sein Buch Deutschlands Energiezukunft im Wiley Verlag Weinheim. Seither widmet er sich der Geschichte des deutschen Uranprojekts im Zweiten Weltkrieg, gewissermaßen der Vorläuferorganisation des Kernforschungszentrums Karlsruhe. Als Kernphysiker und Wissenschaftsmanager hat er dabei neue Aspekte gefunden, die zeigen, warum der Uranverein erfolglos blieb und dass nie an der Entwicklung einer Atombombe gearbeitet wurde. Seine Ergebnisse hat er in zahlreichen Fachzeitschriften veröffentlicht.
Manfred Popp ist verheiratet mit Susanne Popp und hat zwei Töchter.

## Ehrungen
- 1972: Heinrich-Hörlein-Preis der Universität Bonn für die beste Dissertation in den Naturwissenschaften
- 2000: Bundesverdienstkreuz 1. Klasse[5]
- 2007: Ehrenmitglied der Kerntechnischen Gesellschaft
- 2012: Ehrenbürger des KIT
- 2023: Ehrensenator der Hochschule für Musik und Darstellende Kunst Mannheim

## Publikationen
- Deutschland Energiezukunft – Kann die Energiewende gelingen. Wiley-VCH, 2013.
- Wie kommt das Neue in Technik und Medizin? Karl Heinz Beckurts-Stiftung, München 2014.
- Misinterpretations and ignored physical facts. In: Ber. Wissenschaftsgesch. 39, 2016, S. 265–282.
- Hitlers Atombombe – warum es sie nicht gab. In: Spekrum der Wissenschaft. 12, 2016, S. 12–21.
- Werner Heisenberg und das deutsche Uranprojekt im 3. Reich. In: K. Kleinknecht (Hrsg.): Quanten. 6, S. 9–67.
- 1939–1945. Geheimberichte zur Nutzbarmachung von Atomkernenergien. In: A. Fahrmeir (Hrsg.): Deutschland – Globalgeschichte einer Nation. Beck, München 2020.
- mit A. Kernbauer: Paul Otto Müller – Schrödingers talentierter Schüler, Publikationen aus dem Archiv der Universität Graz, Band 50, 2020.
- Why Hitler did not have Atomic Bombs.J. Nucl. Eng. 2021, 2(1), 9-27; https://doi.org/10.3390/jne2010002 - 2 Feb 2021
- mit Piet de Klerk: The Peculiarities of the German Uranium Project 1939-1945, J. Nucl. Eng. 2023, 4(3), 634-653; https://doi.org/10.3390/jne4030040 - 13 Sep 2023